# Sư đoàn bộ binh 2 (Liên bang Nga)
Sư đoàn bộ binh ô tô Cận vệ số 2 "Taman", Huân chương Cách mạng Tháng Mười, Huân chương Cờ đỏ, Huân chương Suvorov, mang tên M. I. Kalinin (tiếng Nga: 2-я гвардейская мотострелковая Таманская ордена Октябрьской Революции Краснознаменная ордена Суворова дивизия имени М. И. Калинина), hoặc gọi đơn giản là Sư đoàn Taman, là một sư đoàn bộ binh mang danh hiệu Cận vệ, thuộc trong những đơn vị tinh nhuệ bậc nhất của Lục quân Liên bang Nga.
Được thành lập vào năm 1941, tham chiến trong giai đoạn chiến cuộc trở nên rộng khắp trong Thế chiến thứ hai, sư đoàn đã trở thành một trong những đơn vị quân sự nổi tiếng và được trang bị hiện đại nhất trong quân đội Liên Xô. Các tên hiệu của sư đoàn nhằm vinh danh Mikhail Kalinin và thị trấn Taman. Năm 2009, sư đoàn bị giải tán và phân thành các lữ đoàn độc lập, nhưng đến năm 2013 lại được tái lập như một phần chương trình duy trì truyền thống quân sự Liên Xô/Nga. Kể từ năm 2016, sư đoàn là một phần của Quân đoàn xe tăng cận vệ số 1 thuộc Quân khu miền Tây, và hầu hết các đơn vị trực thuộc đều đóng tại thị trấn Kalininets, Moskva Oblast, 45 kilômét (28 mi) phía tây nam Moskva.

## Từ Sư đoàn súng trường 127
Tiền thân của Sư đoàn là Sư đoàn súng trường 127 được thành lập ngày 8 tháng 6 năm 1940 tại Kharkiv, trên cơ sở của Sư đoàn súng trường 23 vừa được chuyển đến để tham gia vào sự chiếm đóng của Liên Xô sắp xảy ra ở các nước Baltic.
Sư đoàn ban đầu đồn trú ở Kharkiv, Chuhuiv và Bohodukhiv. Nó được chuyển đến Rzhyschiv vào tháng 5 năm 1941. Sư đoàn súng trường 127 ban đầu thuộc biên chế Quân đoàn súng trường 25 thuộc Tập đoàn quân số 19, cùng với các sư đoàn súng trường 134 và 162 vào thời điểm 22 tháng 6 năm 1941. Tập đoàn quân 19 là một đơn vị dự bị thuộc Đại bản doanh. Đến tháng 8, tập đoàn quân được chuyển qua lực lượng tiền phương của Phương diện quân Dự bị. Sau khi các sư đoàn khác của Quân đoàn súng trường 25 (số 134 và 162) tan rã khi đến vùng ngoại ô phía đông nam Vitebsk từ ngày 11 đến ngày 16 tháng 7 năm 1941, sư đoàn 127 được chuyển đến phía đông nam của Smolensk và được chỉ định thuộc biên chế Quân đoàn súng trường 34. Vào thời điểm đó, Trung đoàn súng trường 535 thuộc biên chế sư đoàn được nhập vào Phương diện quân Leningrad. Ngày 4 tháng 8 năm 1941, sư đoàn 127 đã đi qua sông Dnepr 13   km về phía nam của Yartsevo như là một phần của kế hoạch rút lui chung của Liên Xô. Sau đó, sư đoàn được miễn nhiệm vụ tiền tuyến và được gửi đến Dorogobuzh để bổ sung, nơi nó tiếp nhận Trung đoàn súng trường 875 từ Sư đoàn súng trường 158.

## Đến Sư đoàn súng trường Cận vệ số 2
Để phục vụ nhiệm vụ chiến đấu đặc biệt, sư đoàn được đổi tên thành Sư đoàn súng trường Cận vệ số 2 vào ngày 18 tháng 9 năm 1941. Vào cuối tháng 9 năm 1941, nó chiến đấu ở khu vực Hlukhiv, rút lui về phía sông Kleven như một phần của nhóm tác chiến của tướng A.N. Ermakov thuộc Phương diện quân Bryansk. Ngày 3 tháng 10 năm 1941, sư đoàn được chuyển đến khu vực Kursk và chiến đấu trong trận chiến phòng thủ quanh thị trấn Tim.
Ngày 22 tháng 12 năm 1941, sư đoàn đã tham chiến trong chiến dịch Mùa đông năm 1941. Cùng trong đội hình chiến đấu với Sư đoàn súng trường Cận vệ số 1 và Sư đoàn súng trường số 87, sư đoàn đã tiến quân qua Cheremisinovo 51°53′B 37°16′Đ / 51,88°B 37,26°Đ và các quận Sovetsky của tỉnh Kursk. Đến ngày 28 tháng 1 năm 1942, sư đoàn dừng chân tại Stary Oskol.

## Và Sư đoàn bộ binh ô tô Cận vệ số 2 Tamanskaya
Sau khi tham gia Chiến dịch Novorossiysk-Taman vào tháng 9 năm 1943, vào tháng 10 năm 1943, sư đoàn được đổi tên thành Sư đoàn bộ binh ô tô Cận vệ số 2 Tamanskaya theo tên thành phố Taman, Nga. Bắt đầu từ ngày 3 tháng 11 năm 1943, sư đoàn tác chiến trong mũi xung kích trong Chiến dịch Kerch-Eltigen ở phía bắc bãi biển Yenikale (Ganikale), thuộc biên chế của Tập đoàn quân 56.
Trong Chiến dịch Krym (1944), sư đoàn đã giải phóng thành phố Alushta ngày 15 tháng 4 năm 1944, tác chiến trong đội hình của Tập đoàn quân độc lập Duyên hải. Ngày 19 tháng 5 năm 1944, nó được rút khỏi nhiệm vụ tiền tuyến, chuyển thuộc Tập đoàn quân Cận vệ số 2, Lực lượng Dự trữ Chiến lược, được chuyển đến Dorogobuzh để bổ sung. Sư đoàn khởi động lại các hoạt động tác chiến vào ngày 8 tháng 7 năm 1944 sau khi Tập đoàn quân Cận vệ số 2 được phối thuộc Phương diện quân Pribaltic 1. Sư đoàn đã tham gia vào Chiến dịch Šiauliai và sau đó vào tháng 10 năm 1944 - trong Chiến dịch tấn công Memel. Vào tháng 12 năm 1944, toàn bộ tập đoàn quân, gồm cả Sư đoàn, được chuyển đến Phương diện quân Belorussia 3 và tham gia Chiến dịch Đông Phổ, kết thúc cuộc chiến vào giữa tháng 4 năm 1945 trên bờ biển Baltic phía bắc Primorsk.
Vào ngày 2 tháng 7 năm 1946, sư đoàn đã nhận được danh hiệu "mang tên M.I. Kalinin".
Sư đoàn được triệu hồi về Moskva để nhận nhiệm vụ giữ an ninh sau cái chết của Stalin vào ngày 5 tháng 3 năm 1953.

## Thay đổi tên gọi
Tháng 12 năm 1953, sư đoàn được đổi tên thành Sư đoàn cơ giới Cận vệ số 23 Tamanskaya. Tháng 3 năm 1957, sư đoàn được đổi tên thành Sư đoàn bộ binh cơ giới Cận vệ số 23 Tamanskaya. Đến tháng 11 năm 1964, sư đoàn được đổi tên thành Sư đoàn bộ binh cơ giới Cận vệ số 2 Tamanskaya.

## Từ sau năm 1991
Sư đoàn đã đóng một vai trò quan trọng trong hai cuộc khủng hoảng chính trị lớn của lịch sử Liên Xô và Nga. Năm 1991, đây là một trong những sư đoàn được triển khai tại Moskva như một phần trong Cuộc đảo chính Xô viết năm 1991 chống lại Tổng thống Liên Xô Mikhail Gorbachev; tuy nhiên, đó là một đơn vị xe tăng T-72 thuộc sư đoàn đã đổi phe tại thời điểm quyết định của cuộc đảo chính. Boris Yeltsin đã có bài phát biểu trên nóc chiếc xe tăng số 110, củng cố vị trí của mình một cách đáng kể, cả trong và ngoài nước. 

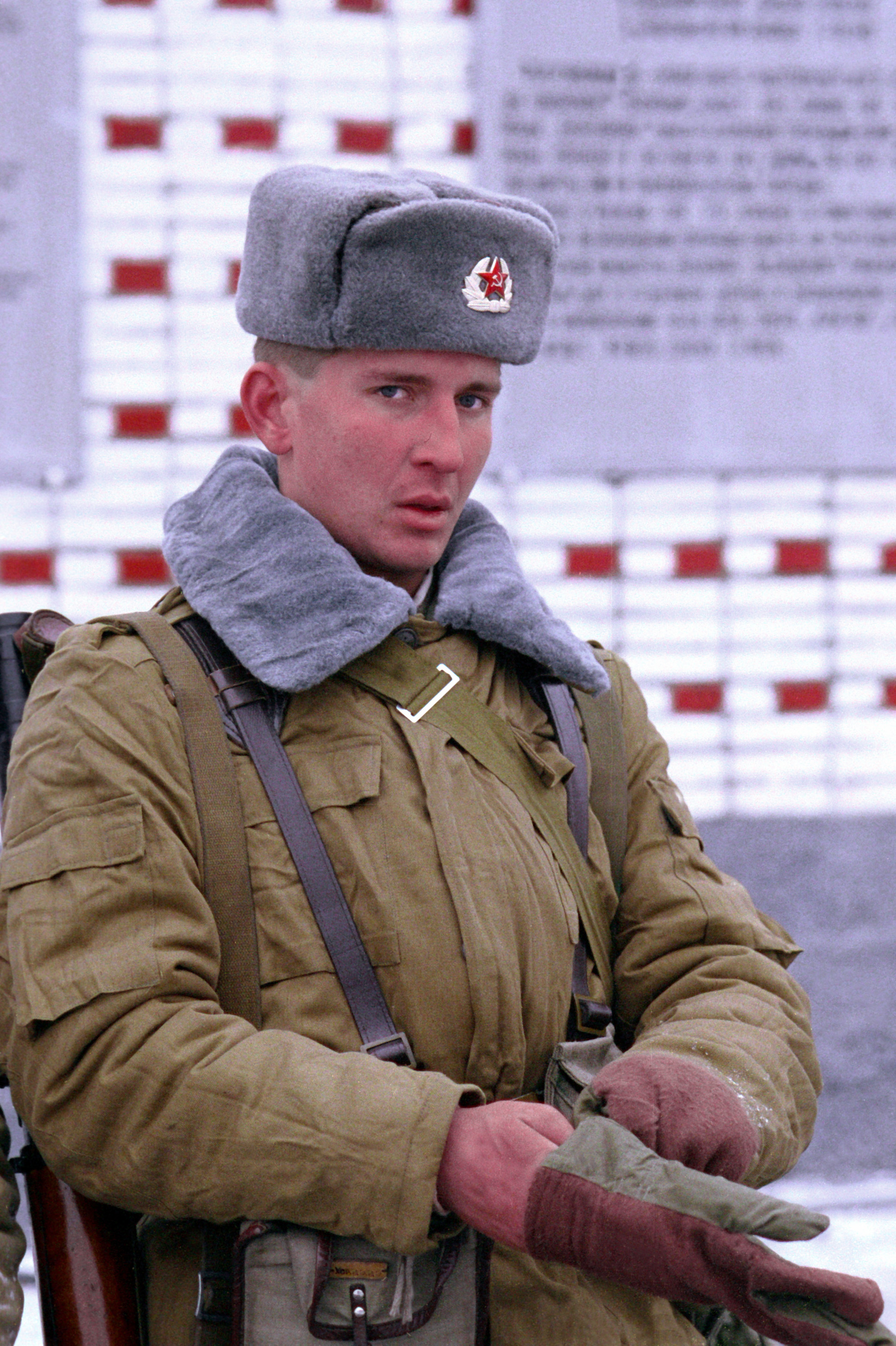
Một binh sĩ của sư đoàn Tamanskaya, 1992.

Hai năm sau, sư đoàn một lần nữa đến giải cứu Yeltsin, trong cuộc Khủng hoảng Hiến pháp Nga 1993. Cuộc đối đầu giữa Quốc hội Nga và Yeltsin, trong bối cảnh các cuộc biểu tình công cộng lớn ở Moskva chống lại chính phủ Yeltsin, vào ngày 2 tháng 10 đã đưa Nga đến bờ vực của cuộc nội chiến. Từ ngày 2 đến ngày 4 tháng 10, quân đội vẫn giữ vị thế trung lập. Đến sáng ngày 4, quân đội đã chọn hỗ trợ cho Yeltsin. Ngày hôm đó, xe tăng từ Sư đoàn Tamanskaya nổ súng vào tòa nhà Quốc hội, nơi những người ủng hộ của Quốc hội bị phong tỏa. Hành động này củng cố sức mạnh của Yeltsin; đó là cuộc chiến đường phố chết chóc nhất ở Moskva kể từ năm 1917.
Trong những năm sau đó, sư đoàn đã được đưa đến Chechnya, đã giữ một vai trò quan trọng trong việc đưa nước cộng hòa này trở lại dưới sự kiểm soát của Nga vào năm 1999 và 2000, trong Chiến tranh Chechnya lần thứ hai. Một "nhóm tác chiến" từ Trung đoàn súng trường Cận vệ số 15 được triển khai đến Chechnya vào đầu năm 2000, hoạt động ở phía nam nước cộng hòa và hẻm núi Argun sau khi kết thúc các hoạt động chiến đấu lớn để duy trì an ninh. Năm 2004, nó được viếng thăm bởi một phái đoàn của các tùy viên quân sự nước ngoài. Căn cứ Kalininets gần đây cũng đã cung cấp địa điểm cho cuộc thi Hoa hậu Quân đội Nga.
Sư đoàn được triển khai tại Quân khu Moskva, với sư đoàn bộ đóng gần Aprelevka, ở vùng ngoại ô Moskva. Các đơn vị thuộc quyền sư đoàn đóng rải rác tại các căn cứ rộng lớn ở phía bắc và tây bắc của thị trấn. Hai "căn cứ phụ" quan trọng nhất trong khu vực là Kalininets và Kobyakovo.
Sư đoàn Taman là một trong những sư đoàn 'sẵn sàng chiến đấu' của Quân đội Nga, đồng nghĩa sư đoàn liên tục phải duy trì ít nhất 80% nhân lực và 100% sức mạnh thiết bị mọi lúc; do đó sư đoàn hoàn toàn có thể chuyển sang trạng thái dễ dàng và nhanh chóng.

### Tái cơ cấu năm 2007

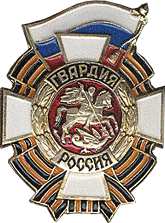
Phù hiệu đeo ngực cho các đơn vị Cận vệ Nga.

Năm 2007, sư đoàn được tái cơ cấu, tăng cường trang bị mới gồm xe tăng chủ lực T-90, thay thế loại xe tăng T-80 cũ, và bổ sung thêm nhiều xe bọc thép chở quân BTR-80 (có lẽ là biến thể BTR-80A tăng cường giáp và hỏa lực), xe chiến đấu bộ binh BMP-3, pháo tự hành mới và hệ thống chỉ huy và điều khiển 'C2'.
Sư đoàn cũng được lên kế hoạch giải thể vào năm 2009, tách ra thành hai lữ đoàn được tạo ra từ các đơn vị hiện có. Mỗi lữ đoàn sẽ bao gồm khoảng 7.500 binh sĩ với trang bị cho bộ binh cơ giới là BMP-3 ở một lữ đoàn và BTR-80 và BTR-90 ở lữ đoàn còn lại. Hai lữ đoàn sẽ mang tên là Lữ đoàn bộ binh cơ giới Cận vệ độc lập số 5 (thuộc Quân khu Moskva), và Lữ đoàn bộ binh cơ giới sơn cưới Cận vệ độc lập số 8 (ở Chechnya).

## Lữ đoàn Bộ binh cơ giới Cận vệ số 5 Tamanskaya
Sư đoàn đã bị giải thể vào giữa năm 2009, được chia thành hai lữ đoàn mới. Sau năm 2009, các danh hiệu của sư đoàn được Lữ đoàn Bộ binh cơ giới Cận vệ số 5 kế thừa.

## Tái lập
Sư đoàn được tái lập lại vào năm 2013 theo lệnh của Bộ trưởng Quốc phòng Sergey Shoigu, biên chế bao gồm Lữ đoàn bộ binh cơ giới độc lập số 5, Lữ đoàn xe tăng độc lập số 4 và một số đơn vị khác. Lệnh thực hiện theo ý định của Tổng thống Vladimir Putin nhằm "tăng cường tính liên tục lịch sử" của Lực lượng Vũ trang Nga bằng cách hồi sinh tên của "các đơn vị nổi tiếng, huyền thoại của quân đội Nga và Liên Xô". Một sư đoàn khác, Sư đoàn xe tăng Cận vệ số 4 Kantemirovskaya cũng được phục hồi theo lệnh tương tự.
Kể từ tháng 6 năm 2015, Quân đội Nga lên kế hoạch xây dựng lại Tập đoàn quân xe tăng Cận vệ 1 Cờ đỏ nổi tiếng của Liên Xô bằng cách biên chế các Sư đoàn bộ binh ô tô số 2, Sư đoàn xe tăng Cận vệ số 4, cũng như một số lữ đoàn xe tăng và bộ binh khác. Sắc lệnh quy định về cải cách lực lượng đã được ban hành vào mùa đông năm 2014, và giờ đây nó là một phần của Quân khu phía Tây. Không giống như Tập đoàn quân xe tăng Cận vệ số 1 nguyên thủy, Sư đoàn bộ binh cơ giới cận vệ số 2 là một phần của tập đoàn quân tái lập, có căn cứ tại Moskva Oblast. 

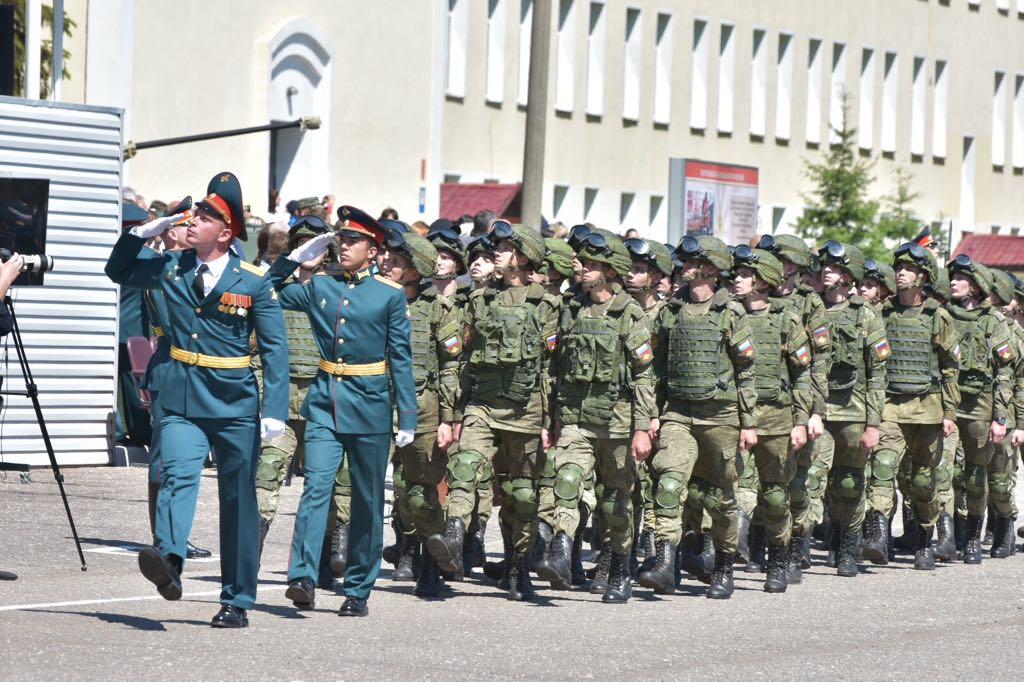
Trung đoàn bộ binh cơ giới Cận vệ số 15.

## Cơ cấu
Sư đoàn bộ binh ô tô Cận vệ 2 bao gồm:
- Trung đoàn bộ binh ô tô Cận vệ 1
- Trung đoàn bộ binh ô tô Cận vệ 15
- Trung đoàn bộ binh ô tô Cận vệ 283
- Trung đoàn xe tăng Cận vệ 1
- Trung đoàn pháo binh Cận vệ 147
- Trung đoàn phòng không 1117
- Tiểu đoàn chống tăng 1174
- Tiểu đoàn công binh Cận vệ
- Tiểu đoàn quân báo Cận vệ
- Tiểu đoàn thông tin Cận vệ
- Tiểu đoàn hóa học
- Tiểu đoàn quân nhu
- Tiểu đoàn bảo trì
- Tiểu đoàn quân y